# Papozze
Papozze  (Papòsse en dialecte de Ferrare) est une commune italienne de la province de Rovigo, dans la région Vénétie.

## Géographie
La commune est située à l'intérieur du parc régional du Delta du Pô, à une altitude variant de 2 à 8 mètres, sur la rive gauche du Pô principale et dans la boucle que fait celui-ci vers le Nord, entre les communes de Berra (FE) et Corbola.

La commune est traversée au Nord par les routes :
- SP33 qui mène de Villanova Marchesana (7 km) à Adria (16 km) ;
- SP80 qui longe la rive gauche du fleuve depuis Polesella (à l’embranchement avec la SS16 Rovigo-Ferrare) jusqu’à la côte Adriatique.

## Histoire
L’évocation de Papozze se retrouve sur un document daté du 14 novembre 1255, relatif à un acte de vente du territoire d’un certain Tebaldino dit Papozzo de Ferrare à des vénitiens nommés.

Depuis longtemps, ce territoire s’appelait Rupta Ficaroli en relation avec la rupture de Ficarolo de 1152, rupture des remblais du Pô à Ficarolo (à 70 km à l’Ouest) qui a provoqué le détournement des eaux du Pô de Volano et du Pô de Primaro vers le bras actuel qui prit le nom de Pô de Ficarolo, provoquant la submersion de tout le territoire de Polésine. 

Au XIVe siècle, les marquis d’Este commencèrent à étendre leur pouvoir sur la région et entreprirent les travaux d’endigage des rives du fleuve. Conquête territoriale qui causa des heurts fratricides au sein de la famille, surtout après la mort de Azzo VIII d'Este.

Le territoire de Papozze resta aux mains des Este pendant deux siècles, jusqu’à la mort de Alphonse II d'Este en 1597 et, en l’absence d’héritier, passa sous la domination de l’état pontifical.
 
En 1797, l’invasion des Français mit fin à la domination de l’église sur le territoire qui, avec la plaine du Pô, passa dans la République cisalpine.

En 1807, Napoléon crée la commune de Papozze, annexée à la province de Rovigo dans la région géographique de Polésine.

En 1815, par le congrès de Vienne, Papozze passe aux mains des Autrichiens jusqu’en 1866 où, avec la troisième guerre d'indépendance italienne, passa au royaume d'Italie.

Les ruptures des remblais du Pô furent particulièrement dommageables en 1790 (pendant 16 mois) et en 1951 où l’inondation du territoire de la Polésine provoqua un important exode rural vers les villes industrielles du Nord de l'Italie.

## Économie
La nature du terrain a depuis toujours orienté l’activité vers l’agriculture et l’élevage. Aujourd’hui l’activité industrielle représente environ 33 % des activités (petites et moyennes industries) comparés aux 39 % pour les activités de service et 18 % pour les services administratifs.

## Monuments et lieux d’intérêt
- Église de San Bartolomeo, XIXe siècle
- Église de San Luigi Gonzaga, au hameau de Panarella.
- l’Oasis Golena di Panarella, oasis WWF sur les bords de la rive gauche du Pô, près du hameau de Panarella.

## Administration
| Période                                  | Période  | Identité    | Étiquette     | Qualité |
| ---------------------------------------- | -------- | ----------- | ------------- | ------- |
| 08/06/2009                               | En cours | Diego Guolo | Centre gauche |         |
| Les données manquantes sont à compléter. |          |             |               |         |

### Hameaux
Arginone, Borgo, Braglia, Campagnola, Corte Fustignona, Curicchi, La Bissara, Le Motte, Marcanta, Panarella, Santi.

### Communes limitrophes
Adria, Ariano nel Polesine, Berra, Corbola, Villanova Marchesana.

## Population

### Évolution de la population en janvier de chaque année
| 1871  | 1901  | 1921  | 1951  | 1961  | 1971  | 1981  | 1991  | 2001  |
| ----- | ----- | ----- | ----- | ----- | ----- | ----- | ----- | ----- |
| 3 361 | 4 263 | 5 549 | 5 572 | 3 404 | 2 427 | 2 072 | 1 873 | 1 743 |

| 2012  | - | - | - | - | - | - | - | - |
| ----- | - | - | - | - | - | - | - | - |
| 1 658 | - | - | - | - | - | - | - | - |

## Foires et manifestations
- La Madonna della Neve le 5 août au hameau de Borgo[2]
- Fête de San Luigi Gonzaga, deuxième dimanche d’août
- Bénédiction  des eaux du Pô, 15 août
- Fête de S. Barthélemy le 24 août
- Fête saint Charles Borromée le 4 novembre

## Sources
- (it) Cet article est partiellement ou en totalité issu de l’article de Wikipédia en italien intitulé « Papozze » (voir la liste des auteurs) le 25/10/2012.

## Note
1. ↑  (it) Popolazione residente e bilancio demografico sur le site de l'ISTAT.
2. ↑  la madonna della Neve